# Kristoffer Zetterstrand
Erik David Kristofer Zetterstrand (Estocolmo, Suecia; 27 de septiembre de 1973), más conocido como Kristoffer Zetterstrand, es un pintor sueco.

## Biografía
Erik David Kristofer Zetterstrand nació el 27 de septiembre de 1973 en Estocolmo, Suecia. Tiene una hermana menor llamada Elin que nació el 9 de noviembre de 1981.
Zetterstrand asistió a Konstskolan Basis en Södermalm de 1992 a 1994, luego a Gerlesborgsskolan en Estocolmo hasta 1996, y finalmente a Kungliga Konsthögskolan en Estocolmo hasta 2001. También asistió a la Facultad de Bellas Artes en Madrid, España, en 1999.

## Carrera
Las obras de Zetterstrand están influenciadas tanto por el arte antiguo como por el renacentista, así como por los gráficos por ordenador y el modelado 3D. Sus pinturas se basan con frecuencia en naturalezas muertas y escenografías virtuales esculpidas en 3D.
Su primera exposición fue en la Galería Peter Bergman en Estocolmo en 2002, y estaba compuesta por pinturas de mapas oficiales del videojuego Counter-Strike 1.6 utilizando capturas de pantalla como inspiración.
En 2010, Markus Persson incluyó varias pinturas de Zetterstrand en versiones pixeladas en el videojuego sandbox que estaba desarrollando llamado Minecraft.

## Premios y reconocimientos
Zetterstrand recibió el Premio de Arte Marianne y Sigvard Bernadotte en 2012.
Por su mosaico Ager Medicinae, recibió el Stora Kakelpriset, un premio anual de Suecia por el uso más ingenioso de azulejos o cerámica en la arquitectura, en 2013. La obra de 340 m² y compuesta por 27 500 azulejos fue encargada para la fachada del estacionamiento del Nuevo Hospital Universitario Karolinska Solna en Solna.

## Obras

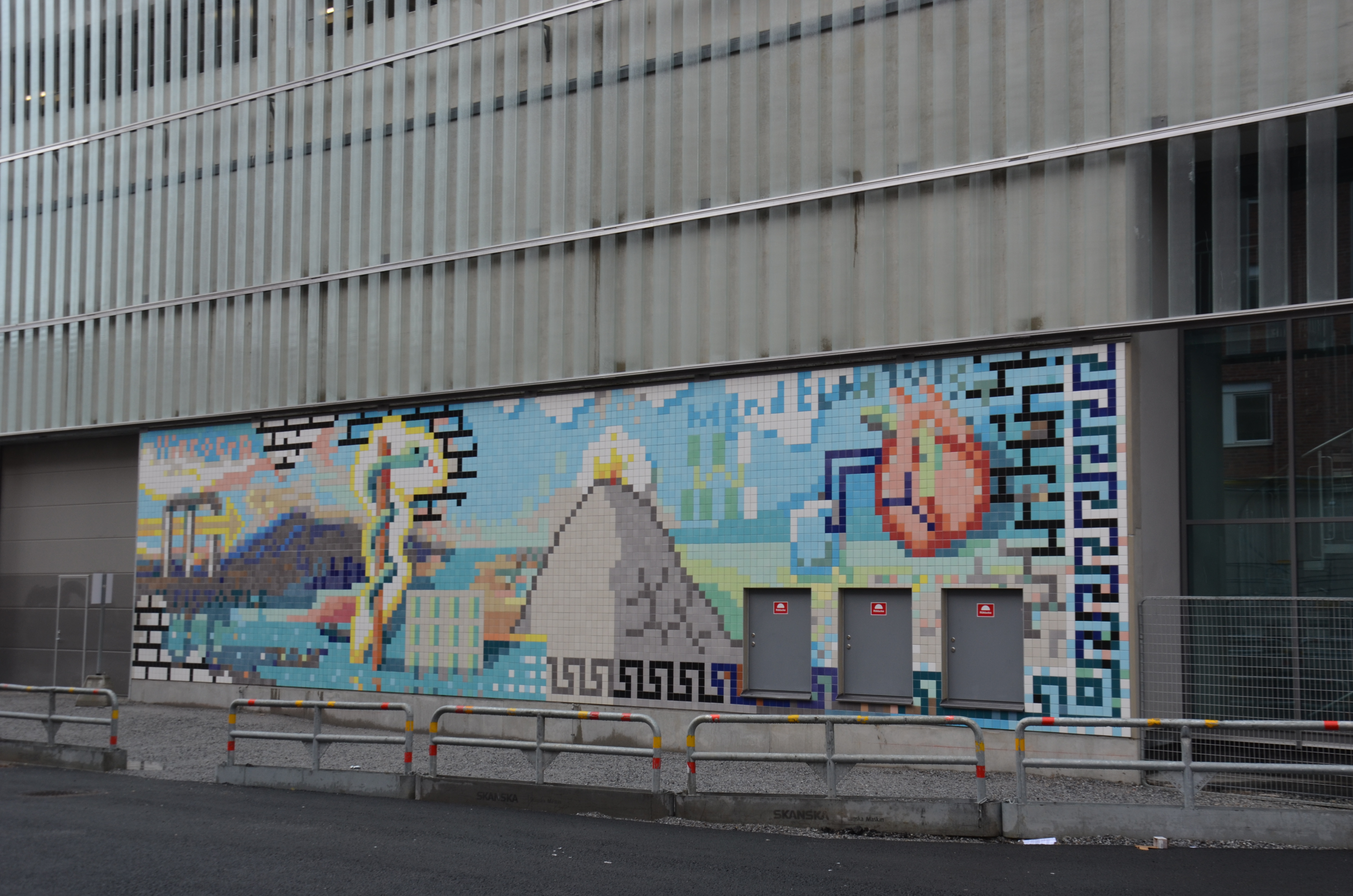
Age Medicinae, 2013.
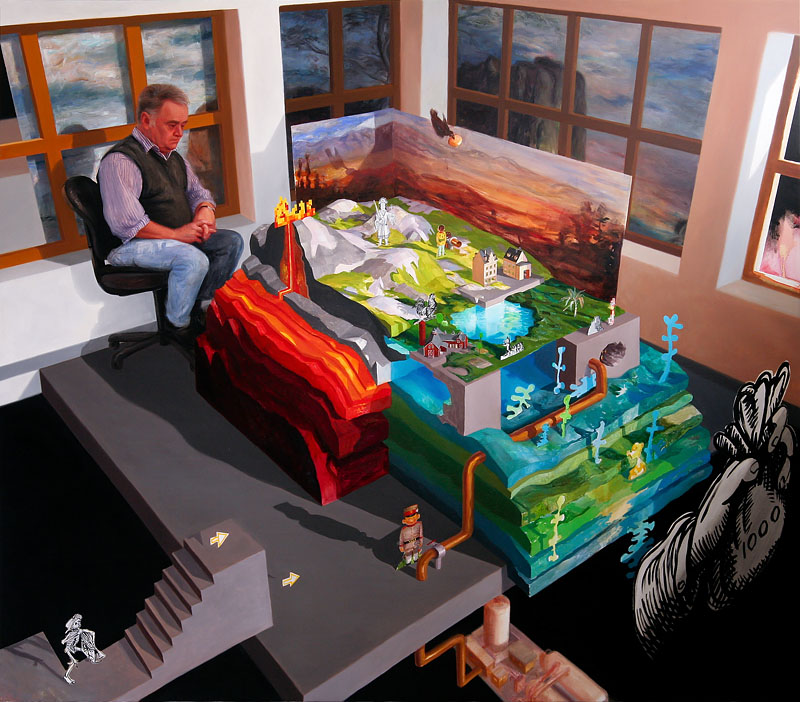
The game, 2009
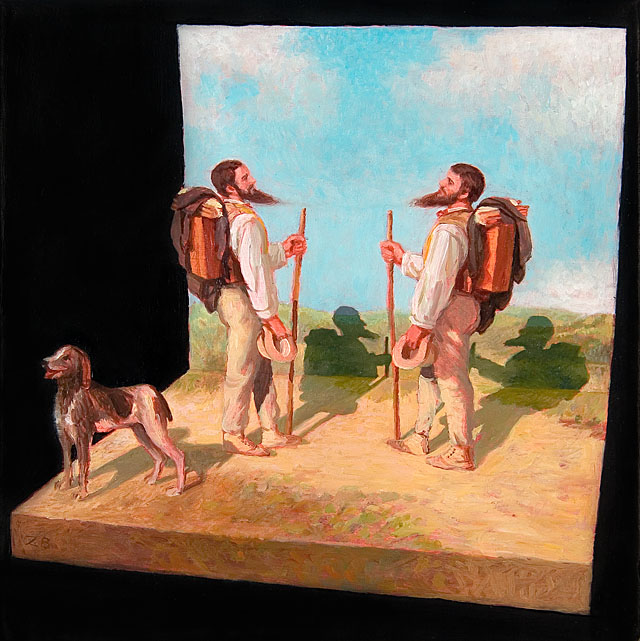
Bonjour Monsieur Courbet, 2008
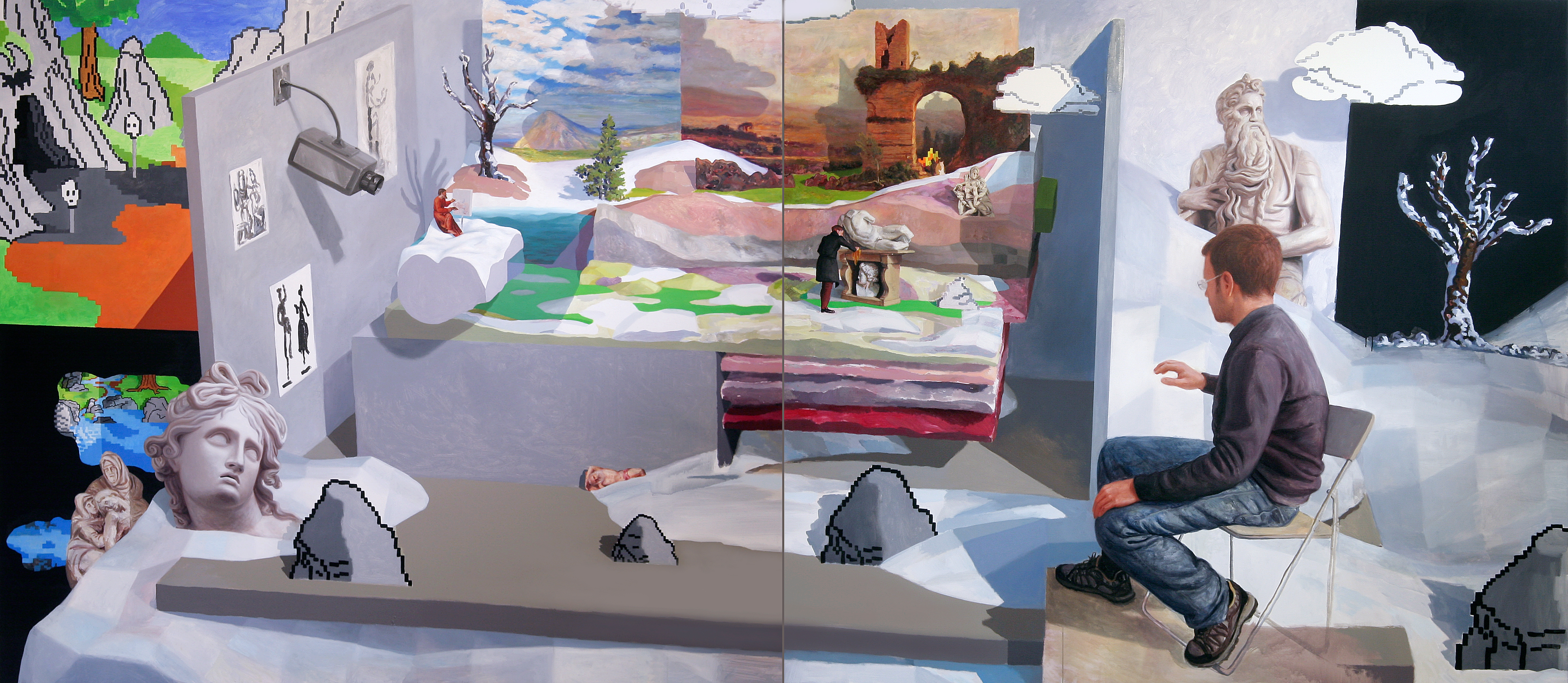
Thawing, 2008
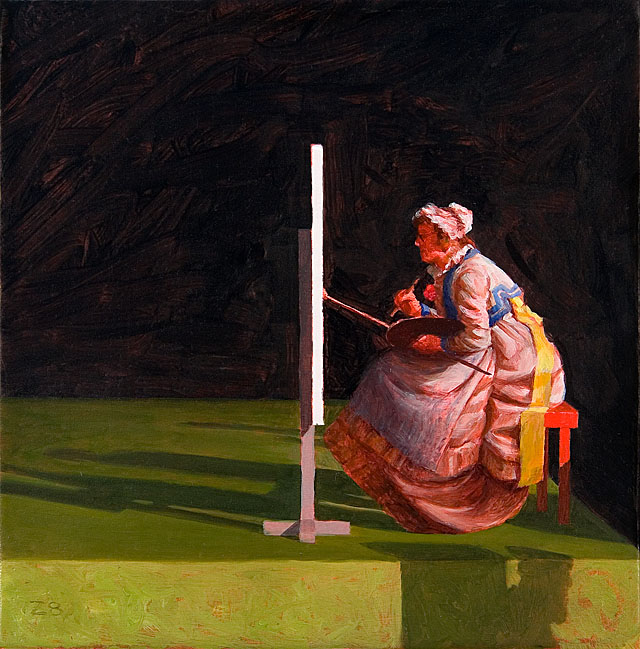
The master, 2008
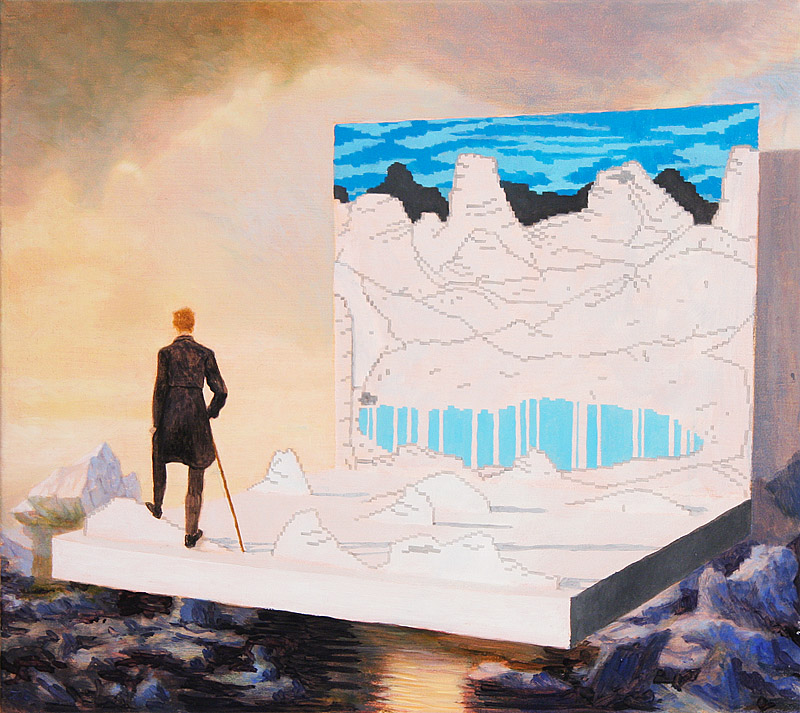
Wanderer, 2008
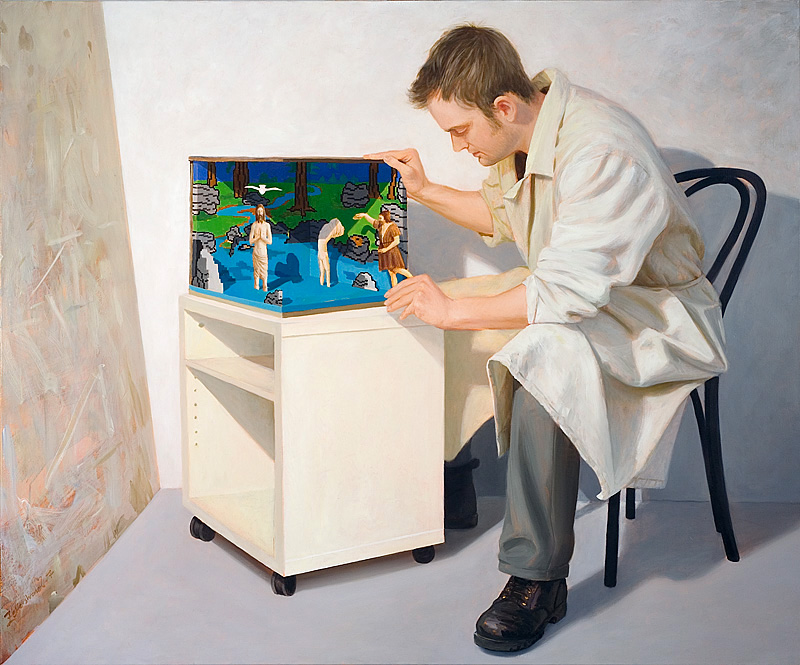
Artist and still life, 2007
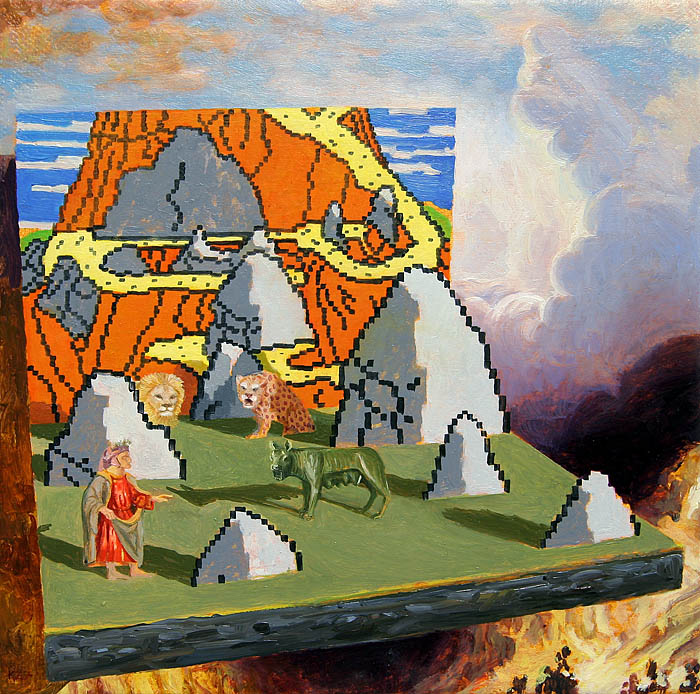
Dante and the three beasts, 2007
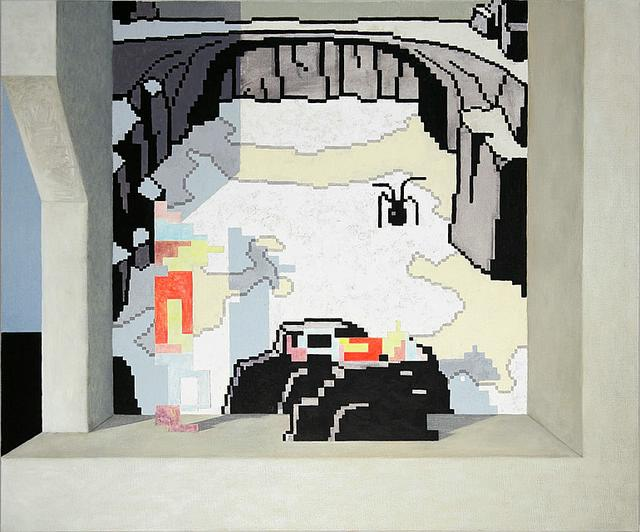
The stage is set, 2006
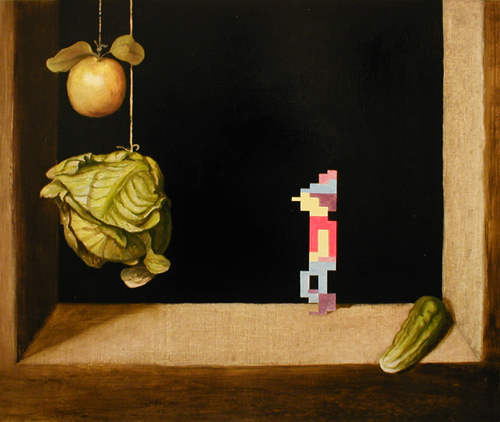
Graham, 2003